# Rio Toldo
O Rio Toldo é um curso de água de São Tomé e Príncipe, localizado no distrito de Caué, ilha de São Tomé. Este curso de água corre para Este até encontrar o mar próximo à Praia de Angra Toldo.